# استفانو پوستیلیونه
استفانو پوستیلیونه (ایتالیایی: Stefano Postiglione؛ زادهٔ ۷ دسامبر ۱۹۶۰) بازیکن واترپلو اهل ایتالیا بود. وی در بازی‌های المپیک تابستانی ۱۹۸۴ و ۱۹۸۸ شرکت کرده‌است.